# Dimitri Pisarev

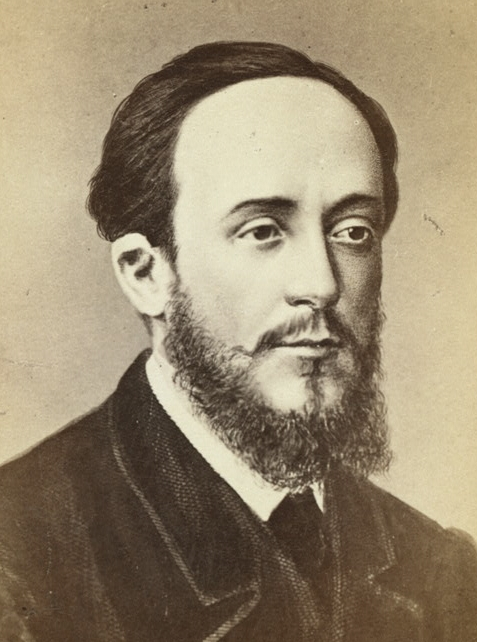
Dimitri Pisarev

Dimitri Ivanovitsj Pisarev (Russisch: Дмитрий Иванович Писарев) (nabij Orjol, 2 oktober 1840 – nabij Riga, 4 juli 1868) was een Russisch radicaal criticus en schrijver.

## Werk
Pisarev wordt met Dobroljoebov en Tsjernysjevski gerekend tot de ‘revolutionair democraten’ en de 'Russische realisten'. In zijn beroemde beschouwing De vernietiging van de esthetica (1865), geschreven in gevangenschap in de Peter- en Paulsvesting, stelt hij dat schoonheid slechts een fictie is, een speeltje voor de nietsdoende standen, die slechts in staat zijn hun cultus van het schone te beleven omdat anderen voor hen werken. Kunst dient volgens Pisarev in de eerste plaats een maatschappelijk doel na te streven: het bestrijden van armoede en onrecht. De inhoud is belangrijker dan de vorm. De vorm doet er niet toe, ook niet voor de criticus die uitsluitend dient te schrijven over de sociale boodschap van het kunstwerk. Goede kunstwerken dienen vooral de sociale en politieke strijd en kunnen de lezer kanten van de realiteit tonen die hem tot dusver onbekend waren.
Pisarevs beschouwingen over Poesjkin en kunstschilders zijn zeer aanvechtbaar, maar zo vindingrijk beargumenteerd dat ze nu nog steeds lezenswaardig zijn.
De invloed van Pisarev strekte zich uit tot ver in de twintigste eeuw: Lenin en Plechanov worden tot zijn belangrijkste volgelingen gerekend, zeker voor wat betreft hun oordeel over kunst.